# Reprezentacja Szkocji w piłce nożnej mężczyzn
Reprezentacja Szkocji w piłce nożnej (ang. Scotland national football team, gael. Sgioba Ball-coise Nàiseanta na h-Alba, scots Scotland naitional fitbaw team) – zespół piłkarski, biorący udział w imieniu Szkocji w meczach i sportowych imprezach międzynarodowych, powoływany przez selekcjonera, w którym mogą występować wyłącznie zawodnicy posiadający brytyjskie obywatelstwo i szkockie pochodzenie. Reprezentacja rozgrywa swoje mecze od 1872 roku i ośmiokrotnie grała w finałach mistrzostw świata, ale za każdym razem kończyła swój udział na rundzie grupowej.
W pierwszych dwóch startach – w 1954 i 1958 r. – Szkoci nie wygrali ani jednego meczu. Ich bilans z udziału w tych turniejach – 0 zwycięstw, 1 remis (z Jugosławią w czasie mundialu '58) i 4 porażki.
Najbliżej awansu z grupy byli w 1974 r. Ekipa z Davidem Harveyem, Kennym Dalglishem, Dennisem Lawem i Joe Jordanem, prowadzona przez Williego Ormonda, nie przegrała meczu (2−1 z reprezentacją Zairu, 0−0 z reprezentacją Brazylii i 1−1 z reprezentacją Jugosławii), a mimo to nie grała dalej. Do awansu zabrakło im jednej bramki. Po raz pierwszy w historii mistrzostw świata zdarzyło się, że drużyna, która nie doznała porażki odpadła z turnieju.
Cztery lata później selekcjoner Ally MacLeod publicznie zapowiadał, że jego podopieczni jadą do Argentyny po mistrzostwo świata. Kiedy ekipa Szkocji wylatywała na mundial '78 na stadionie Hampden Park zebrało się ponad 30 tysięcy kibiców, którzy bili brawo, gdy Ally MacLeod wraz z piłkarzami robił kolejne rundy po bieżni w odkrytym autobusie. Jednak zespół, o którego obliczu decydowali bardzo cenieni wówczas zawodnicy, tacy jak Kenny Dalglish, Joe Jordan, Graeme Souness, mimo iż pokonał przyszłego wicemistrza świata reprezentację Holandii, to po remisie z reprezentacją Iranu i porażką w pierwszym spotkaniu z reprezentacją Peru, odpadł z turnieju już po rundzie grupowej.
Na Copa del Mundo 1982 podopieczni trenera Jocka Steina, tak jak cztery lata wcześniej, zanotowali jedno zwycięstwo, jeden remis i jedną porażkę, co również nie wystarczyło do awansu. Na kolejnym mundialu, po tragicznej śmierci Jocka Steina, drużynę prowadził Alex Ferguson. Drużyna zdobyła wtedy tylko jeden punkt.
Równie słabo Szkoci zaprezentowali się na Mistrzostwach Świata 1990, Mistrzostwach Europy 1992, Euro 1996, i MŚ 1998. Na mundial w Stanach Zjednoczonych, oraz Mistrzostwa Europy w Belgii i Holandii nie awansowali.
W 2001 roku ze stanowiska selekcjonera, po ośmiu latach pracy ustąpił Craig Brown. Jego następcą wybrano Niemca Bertiego Vogtsa. Od tego czasu zaczął się kryzys szkockiej ekipy, która przegrała eliminacje do Mistrzostw Świata 2002, UEFA Euro 2004 i mundialu 2006. Bilans dwuipółletniej kadencji Bertiego Vogtsa: 30 meczów – 8 zwycięstw – 6 remisów – 16 porażek, bramki 26−49.
Od 2004 do stycznia 2007 roku trenerem był Walter Smith, który niespodziewanie złożył dymisję w połowie eliminacji do UEFA Euro 2008 po tym, jak otrzymał propozycję pracy w Rangers F.C. Jego następcą jeszcze w tym samym miesiącu został Alex McLeish, któremu ostatecznie nie udało się awansować ze Szkotami do Mistrzostw Europy w Austrii i Szwajcarii. Po nim szkocką kadrę prowadzili kolejno George Burley, Craig Levein, oraz w latach 2013–2017 Gordon Strachan. Jednak żadnemu z nich nie udało się wprowadzić reprezentacji Szkocji kolejno do mundialu 2010, UEFA Euro 2012, MŚ 2014, Mistrzostw Europy 2016, oraz mundialu w Rosji. Obecnie selekcjonerem reprezentacji Szkocji (po raz drugi) jest Alex McLeish.

## Eliminacje doMistrzostw Europy w Piłce Nożnej 2020

### Grupa I
| Zespół     | Pkt | M  | W  | R | P  | Br+ | Br− | +/− |
| ---------- | --- | -- | -- | - | -- | --- | --- | --- |
| Belgia     | 30  | 10 | 10 | 0 | 0  | 40  | 3   | +37 |
| Rosja      | 24  | 10 | 8  | 0 | 2  | 33  | 8   | +25 |
| Szkocja    | 15  | 10 | 5  | 0 | 5  | 16  | 19  | -3  |
| Cypr       | 10  | 10 | 3  | 1 | 6  | 15  | 20  | -5  |
| Kazachstan | 10  | 10 | 3  | 1 | 6  | 13  | 17  | -4  |
| San Marino | 0   | 10 | 0  | 0 | 10 | 1   | 51  | -50 |

|            | Belgia | Rosja | Szkocja | Cypr | Kazachstan | San Marino |
| ---------- | ------ | ----- | ------- | ---- | ---------- | ---------- |
| Belgia     | X      | 3:1   | 3:0     | 6:1  | 3:0        | 9:0        |
| Rosja      | 1:4    | X     | 4:0     | 1:0  | 1:0        | 9:0        |
| Szkocja    | 0:4    | 1:2   | X       | 2:1  | 3:1        | 6:0        |
| Cypr       | 0:2    | 0:5   | 1:2     | X    | 1:1        | 5:0        |
| Kazachstan | 0:2    | 0:4   | 3:0     | 1:2  | X          | 4:0        |
| San Marino | 0:4    | 0:5   | 0:2     | 0:4  | 1:3        | X          |

#### Baraże o udział w Euro 2020

##### Półfinały
| 8 października 2020 20:45 CET                                                       | Szkocja | 0:0 (dogr.) k. 5:3(0:0, 0:0, 0:0)Raport                     | Izrael | Hampden Park, Glasgow Widzów: 0 Sędzia: Ovidiu Hațegan |
|                                                                                     |         |                                                             |        |                                                        |
|                                                                                     |         | Rzuty karne                                                 |        |                                                        |
| John McGinn · Callum McGregor · Scott McTominay · Lawrence Shankland · Kenny McLean |         | Eran Zahawi · Nir Biton · Shon Weissman · Mohammad Abu Fani |        |                                                        |

###### Finał
| 12 listopada 2020 20:45 CET                                                        | Serbia · Jović 90' | 1:1 (dogr.) k. 4:5(0:0, 1:1, 1:1)Raport                                              | Szkocja · 52' Christie | Stadion Crvena zvezda, Belgrad Sędzia: Antonio Mateu Lahoz |
|                                                                                    |                    |                                                                                      |                        |                                                            |
|                                                                                    |                    | Rzuty karne                                                                          |                        |                                                            |
| Dušan Tadić · Luka Jović · Nemanja Gudelj · Aleksandar Katai · Aleksandar Mitrović |                    | Leigh Griffiths · Callum McGregor · Scott McTominay · Oliver McBurnie · Kenny McLean |                        |                                                            |

## Udział w międzynarodowych turniejach

### Mistrzostwa świata
| 1930 | Nie brała udziału       | Nie brała udziału       |
| 1934 | Nie brała udziału       | Nie brała udziału       |
| 1938 | Nie brała udziału       | Nie brała udziału       |
| 1950 | Wycofała się            | Wycofała się            |
| 1954 | Awans                   | Faza grupowa            |
| 1958 | Awans                   | Faza grupowa            |
| 1962 | Nie zakwalifikowała się | Nie zakwalifikowała się |
| 1966 | Nie zakwalifikowała się | Nie zakwalifikowała się |
| 1970 | Nie zakwalifikowała się | Nie zakwalifikowała się |
| 1974 | Awans                   | Faza grupowa            |
| 1978 | Awans                   | Faza grupowa            |
| 1982 | Awans                   | Faza grupowa            |
| 1986 | Awans                   | Faza grupowa            |
| 1990 | Awans                   | Faza grupowa            |
| 1994 | Nie zakwalifikowała się | Nie zakwalifikowała się |
| 1998 | Awans                   | Faza grupowa            |
| 2002 | Nie zakwalifikowała się | Nie zakwalifikowała się |
| 2006 | Nie zakwalifikowała się | Nie zakwalifikowała się |
| 2010 | Nie zakwalifikowała się | Nie zakwalifikowała się |
| 2014 | Nie zakwalifikowała się | Nie zakwalifikowała się |
| 2018 | Nie zakwalifikowała się | Nie zakwalifikowała się |
| 2022 | Nie zakwalifikowała się | Nie zakwalifikowała się |

### Mistrzostwa Europy
| 1960 | Nie brała udziału       | Nie brała udziału       |
| 1964 | Nie brała udziału       | Nie brała udziału       |
| 1968 | Nie zakwalifikowała się | Nie zakwalifikowała się |
| 1972 | Nie zakwalifikowała się | Nie zakwalifikowała się |
| 1976 | Nie zakwalifikowała się | Nie zakwalifikowała się |
| 1980 | Nie zakwalifikowała się | Nie zakwalifikowała się |
| 1984 | Nie zakwalifikowała się | Nie zakwalifikowała się |
| 1988 | Nie zakwalifikowała się | Nie zakwalifikowała się |
| 1992 | Awans                   | Faza grupowa            |
| 1996 | Awans                   | Faza grupowa            |
| 2000 | Nie zakwalifikowała się | Nie zakwalifikowała się |
| 2004 | Nie zakwalifikowała się | Nie zakwalifikowała się |
| 2008 | Nie zakwalifikowała się | Nie zakwalifikowała się |
| 2012 | Nie zakwalifikowała się | Nie zakwalifikowała się |
| 2016 | Nie zakwalifikowała się | Nie zakwalifikowała się |
| 2020 | Awans                   | Faza grupowa            |
| 2024 | Awans                   | Faza grupowa            |

- British Home Championship:
  -  1. miejsce (1): 1884, 1885, 1887, 1889, 1894, 1896, 1897, 1900, 1902, 1910, 1921, 1922, 1923, 1929, 1935, 1936, 1946, 1949, 1951, 1962, 1963, 1967, 1976, 1977

## Aktualna kadra
26 osobowa kadra na Mistrzostwa Europy 2020, które odbywają się w dniach 11 czerwca 2021–11 lipca 2021. Występy i gole aktualne na 20 czerwca 2021.
| Nr         | Imię i nazwisko   | Data urodzenia       | Występy   | Gole      | Klub                |
| Bramkarze  | Bramkarze         | Bramkarze            | Bramkarze | Bramkarze | Bramkarze           |
| ---------- | ----------------- | -------------------- | --------- | --------- | ------------------- |
| 1          | David Marshall    | 5 marca 1985         | 46        | 0         | Derby County        |
| 12         | Craig Gordon      | 31 grudnia 1982      | 57        | 0         | Heart of Midlothian |
| 23         | Jon McLaughlin    | 9 października 1987  | 2         | 0         | Rangers             |
| Obrońcy    |                   |                      |           |           |                     |
| 2          | Stephen O’Donnell | 11 maja 1992         | 21        | 0         | Motherwell          |
| 3          | Andrew Robertson  | 11 marca 1994        | 47        | 3         | Liverpool           |
| 5          | Grant Hanley      | 20 listopada 1991    | 35        | 2         | Norwich City        |
| 6          | Kieran Tierney    | 5 czerwca 1997       | 22        | 0         | Arsenal             |
| 13         | Greg Taylor       | 5 listopada 1997     | 5         | 0         | Celtic              |
| 15         | Declan Gallagher  | 13 lutego 1991       | 9         | 0         | Motherwell          |
| 16         | Liam Cooper       | 30 sierpnia 1991     | 7         | 0         | Leeds United        |
| 22         | Nathan Patterson  | 16 października 2001 | 1         | 0         | Rangers             |
| 24         | Jack Hendry       | 7 maja 1995          | 7         | 1         | KV Oostende         |
| 26         | Scott McKenna     | 12 listopada 1996    | 21        | 0         | Nottingham Forest   |
| Pomocnicy  |                   |                      |           |           |                     |
| 4          | Scott McTominay   | 8 grudnia 1996       | 25        | 0         | Manchester United   |
| 7          | John McGinn       | 18 października 1994 | 35        | 10        | Aston Villa         |
| 8          | Callum McGregor   | 14 czerwca 1993      | 33        | 0         | Celtic              |
| 11         | Ryan Christie     | 22 lutego 1995       | 20        | 4         | Celtic              |
| 14         | John Fleck        | 24 sierpnia 1991     | 5         | 0         | Sheffield United    |
| 17         | Stuart Armstrong  | 30 marca 1992        | 27        | 2         | Southampton         |
| 18         | David Turnbull    | 10 lipca 1999        | 1         | 0         | Celtic              |
| 20         | Ryan Fraser       | 24 lutego 1994       | 19        | 4         | Newcastle United    |
| 23         | Billy Gilmour     | 11 czerwca 2001      | 3         | 0         | Chelsea             |
| 25         | James Forrest     | 7 lipca 1991         | 38        | 2         | Celtic              |
| Napastnicy |                   |                      |           |           |                     |
| 9          | Lyndon Dykes      | 7 października 1995  | 14        | 2         | Queens Park Rangers |
| 10         | Ché Adams         | 13 lipca 1996        | 6         | 2         | Southampton         |
| 19         | Kevin Nisbet      | 8 marca 1997         | 5         | 1         | Hibernian           |

## Rekordziści
Kolorem niebieskim zaznaczono wciąż aktywnych piłkarzy

### Najwięcej występów w kadrze
| #  | Nazwisko         | Lata gry w kadrze | Mecze | Bramki |
| -- | ---------------- | ----------------- | ----- | ------ |
| 1  | Kenny Dalglish   | 1971-1986         | 102   | 30     |
| 2  | Jim Leighton     | 1982-1998         | 91    | 0      |
| 3  | Darren Fletcher  | 2003-2014         | 80    | 5      |
| 4  | Alex McLeish     | 1980-1993         | 77    | 0      |
| 5  | Paul McStay      | 1983-1997         | 76    | 9      |
| 6  | Tommy Boyd       | 1990-2001         | 72    | 1      |
| 7  | Kenny Miller     | 2001-2013         | 69    | 18     |
| 7  | David Weir       | 1997-2010         | 69    | 1      |
| 9  | Christian Dailly | 1997-2008         | 67    | 6      |
| 10 | Willie Miller    | 1975-1989         | 65    | 1      |

Aktualizacja: 20 listopada 2019

### Najwięcej goli w kadrze
| # | Nazwisko        | Lata gry w kadrze | Bramki | Mecze |
| - | --------------- | ----------------- | ------ | ----- |
| 1 | Kenny Dalglish  | 1971-1986         | 30     | 102   |
| 1 | Denis Law       | 1958-1974         | 30     | 55    |
| 3 | Hugh Gallacher  | 1924-1935         | 24     | 20    |
| 4 | Lawrie Reilly   | 1948-1957         | 22     | 38    |
| 5 | Ally McCoist    | 1986-1998         | 19     | 61    |
| 6 | Kenny Miller    | 2001-2013         | 18     | 69    |
| 7 | Robert Hamilton | 1899-1911         | 15     | 11    |
| 7 | James McFadden  | 2002-2010         | 15     | 48    |
| 8 | Mo Johnston     | 1984-1991         | 14     | 38    |
| 9 | Robert McColl   | 1896-1908         | 13     | 13    |
| 9 | Andrew Wilson   | 1920-1923         | 13     | 12    |

Aktualizacja: 20 listopada 2019

## Trenerzy reprezentacji Szkocji od lat 80.
- 1978-85 –  Jock Stein
- 1985-86 –  Alex Ferguson
- 1986-93 –  Andy Roxburgh
- 1993-01 –  Craig Brown
- 2002-04 –  Berti Vogts
- 2004-07 –  Walter Smith
- 2007 –  Alex McLeish
- 2008-09 –  George Burley
- 2009 – 2012  Craig Levein zwolniony
- 2013-17 –  Gordon Strachan
- 2018-19 –  Alex McLeish
- 2019- –  Steve Clarke